# Монголи
Монголи — первісно, назва споріднених родів і племен Степу, які в часи Чингісхана ввійшли до складу Монгольської імперії (в деяких джерелах також Татарська, Степова, Ординська тощо) — величезної середньовічної держави, до складу якої входили землі багатьох сучасних країн Європи та Азії, зокрема землі сучасної України, РФ, Казахстану, Узбекистану, Китаю, Індії, Пакистану, Афганістану, Ірану тощо і сформували основу імперської армії і управлінського апарату на завойованих землях, активно залучаючи до розбудови нової держави, сполучаючи в новому світоглядному і культурному контексті багатовіковий релігійний, культурний, військовий, управлінський, політичний і економічний досвід попередніх державних утворень регіону, зокрема Тюркського і Уйгурського каганатів, Хорезму і Персії, Арабського халіфату і царств на теренах сучасного Китаю, князівств у складі Великого Князівства Руського зі столицею в Києві тощо.
За нашого часу до монголів себе відносять близько 10 мільйонів осіб. З них 2,4 мільйона проживають в Монголії, 4,8 мільйона в Автономному районі Внутрішня Монголія КНР, 2 мільйони в інших провінціях Китаю: південні монголи (чахари, хорчини, харачини, ар-хорчини, тумети, джалайти, авга, авганар, чипчини, му-мянгати, аохани, оннюти, дурбен хухет, горлоси, ордосці тощо), халха-монголи, буряти, баргути, ойрати (їх-мянгани, торгути, хошеути, монгори (ту), дунсяни, бонаньці, даури).
До монгольської групи народів за мовною ознакою включають бурятів і калмиків (Російська Федерація), сарт-калмаків (Киргизстан) і моголів (Афганістан).

## Історія
У XIII сторіччі монголи на чолі з Чингісханом і двох поколінь його нащадків створили найбільшу за територією імперію у світовій історії. 1640 року відбувся загальномонгольський з'їзд, на якому присутні халха-монголи, ойрати і навіть калмики.
У XVII сторіччі землі монгольських народів і самі народи підпали під різну міру залежності від Китаю і Московії. В імперії Цін монголи Внутрішньої і Зовнішньої Монголії мали різні права і втратили можливість вільного спілкування, що призвело до різних відгалужень. Буряти, що опинилися в межах Московії, і калмики вважаються народами, що сформувалися як окремі нації.
Відбуваються значні переміщення і менш явна зміна тотожності. Наприклад, землероби-дагури вирушають із Забайкалля до Маньчжурії, звільняючи землі в районі сучасного Агінського Бурятського округу для заселення кочовиками-бурятами, що своєю чергою прагнули покинути території, які відійшли до Китаю. Внаслідок цієї хвилі якути поступово витісняються монгольськими племенами значно північніше за район Байкалу.
На початку XX сторіччя після революцій в Китаї і Росії проголошено незалежність Монголії і Туви від Китаю, у складі РРФСР утворені автономні республіки Бурят-Монгольська АРСР і Калмицька АРСР.

## Звичаї монголів
- У старі часи двері юрти були повстяними. Господар, запрошуючи гостя увійти, відкидав її правою рукою, лівою ж, зігнувши в лікті, вітальним жестом вказував на вхід.
- Усякий, хто заходить в юрту, перед тим як переступити поріг, застібає одяг на всі ґудзики. Гість, якщо він не мав наміру ночувати в чужій юрті і не отримував на це дозволу, не мав права знімати головний убір.
- Монголи не вітаються за порогом, а роблять це тільки вже увійшовши до житла.
- Коли монголи входять до юрти і збираються вийти з неї, вони завжди кланяються святиням батьків.
- Зазвичай господиня наливає гостям чаю. За її відсутності це роблять діти, якщо ж і їх немає, гостей обслуговує сам господар.
- Вважається неприйнятним наливати чай по вінця або наполовину. Треба враховувати, що існує непорушний закон — випивати чай до дна.
- Якщо на стіл ставиться почастунок, то гість спершу простягає ліву руку, повертає долоню догори і середнім пальцем цієї руки торкається тарілки з цим почастунком. Потім він спочатку правою рукою бере шматочок сушених пінок, які завжди ставляться поверх усього почастунку. Варто зазначити, що монголи, поклавши в рот крихти, рухають щелепами так, ніби жують щось велике.
- Якщо гість випиває айраг без залишку, то це означає, що він хоче ще.
- Ніж, виделки, ложки і палички гостеві подають зверненим до нього держаком.
- Коли гість у домі, забороняється підмітати і виносити сміття.
- Коли їдять м'ясо, його не нарубують кавалками; радше, скеровуючи лезо ножа до себе, його ріжуть уздовж волокон тонкими шматочками.
- Пригощаючись сам, гість не забуває пригощати й дітей.

## Національна кухня
Чернець Карпіні, що відвідав Монголію в XIII столітті писав, що їжу монголів складають собаки, вовки, лисиці і коні, а іноді жителі цієї країни їдять і людське м'ясо. Останнє стверджував і Марко Поло.
У раціон традиційно входять супи. У Монголії не поширені смажені страви, м'ясо в'ялили або коптили.
Як і в усіх народах, що займаються скотарством, в монгольській кухні широко використовується лівер у різних поєднаннях, причому типове поєднання не декількох видів ліверу, як в татарській і узбецькій кулінарії, а якогось одного виду ліверу (наприклад, легені або серця) з пашиною (рулькою), нефаршированими кишками і різними видами внутрішнього лою (ниркового лою, сальником).
Специфіка монгольської кулінарії в її пристосованості до степових умов. Спроби осучаснити ту або іншу страву ведуть не тільки до спрощення, але і до спотворення національної технології, а отже, до зміни смаку страви. Так, ціле м'ясо великими шматками замінюють фаршем, не притаманним монгольській кухні.
Для борошняних виробів характерне певне співвідношення жиру і борошна (1:2), заміна води жиром (олією) і додавання олії як останній компонент в уже готове тісто (після замішування його на воді). Готують борошняні вироби в основному з прісного тіста, випікають на сковородах або в золі (нині можна замінювати цей спосіб випікання печенням у фользі, що не змінює смаку виробів). Форма борошняних виробів — невеликі шматочки тіста або тонкі млинці.
Найпопулярніша страва монгольської народної кухні — пінки, для їх приготування молоко довгий час кип'ятять на слабкому вогні, а потім охолоджують. Потім товстий шар пінок обережно знімають лопаткою і викладають на дерев'яне блюдо, трохи підсушують і подають до чаю.
Молоко піддають складній і довгій обробці. При цьому використовуються майже в рівній мірі, як мінімум, три, а іноді і п'ять видів молока: кобиляче, овече, коров'яче, верблюдяче і молоко яків.